# Векилова, Лейла Махат кызы
Ле́йла Маха́т кызы́ Веки́лова (азерб. Leyla Mahad qızı Vəkilova; 29 января 1927, Баку — 20 февраля 1999, Баку) — азербайджанская, советская балерина, танцовщица, балетмейстер, педагог. Народная артистка СССР (1967).

## Биография
В 1943 году окончила Бакинское хореографическое училище (педагог — Гамэр Алмасзаде). В 1945—1946 годах совершенствовалась в Московском хореографическом училище.
С 1943 года — солистка Азербайджанского театра оперы и балета им. М. Ф. Ахундова. С 1972 года — репетитор театра.
С 1953 года преподавала уроки классического танца в Бакинском хореографическом училище, с 1992 — художественный руководитель этого учебного заведения, с 1996 — профессор.
Гастролировала за рубежом (Польша (1956, 1962, 1968), Сирия (1960), Чехословакия (1964), Индия (1965), Болгария (1966), Франция (1969, 1974), Венгрия (1973), Италия (1976), Турция (1977, 1982), Грузия (1979), Германия (1979), Непал (1981).
В 1976—1982 годах — руководитель Ансамбля танца Азербайджана.
Снялась в ряде фильмов.
Член КПСС с 1955 года
Скончалась 20 февраля 1999 года в Баку. Похоронена на Аллее почётного захоронения.

## Награды и звания
- Заслуженная артистка Азербайджанской ССР (1955)
- Народная артистка Азербайджанской ССР (1958)[2]
- Народная артистка СССР (1967)
- Орден Ленина (1959)
- Почётная грамота Президиума Верховного Совета Азербайджанской ССР (28.01.1977)[3]
- Орден «Слава» (29.01.1997)

## Партии
- «Красный цветок» Р. М. Глиэра — Тао Хоа
- «Лебединое озеро» П. И. Чайковского — Одетта-Одиллия
- «Жизель» А. Адана — Жизель
- «Спящая красавица» П. И. Чайковского — Аврора
- «Щелкунчик» П. И. Чайковского — Маша
- «Семь красавиц» К. Караева — Айша
- «Легенда о любви» А. Меликова — Ширин
- «Девичья башня» А. Бадалбейли — Гюльянак
- «Гюльшен» С. Гаджибекова — Гюльшен
- «Бахчисарайский фонтан» Б. В. Асафьева — Зарема
- «Лауренсия» А. А. Крейна — Лауренсия
- «Золотой ключик» Б. И. Зейдмана — кукла Мальвина
- «Шопениана» на музыку Ф. Шопена — Шопениана
- «Дон Кихот» Л. Минкуса — Китри
- «Тропою грома» К. Караева — Сари
- «Чернушка» А. Аббасова — Чернушка

## Участие в фильмах
- 1954 — Родному народу (документальный)